# Crotalaria cobalticola
Crotalaria cobalticola là một loài thực vật có hoa trong họ Đậu. Loài này được P.A.Duvign. & Plancke miêu tả khoa học đầu tiên.